# Arnold Rechberg
Arnold Friedrich Wilhelm Rechberg, né le 9 octobre 1879 à Hersfeld et mort le 28 février 1947 à Starnberg, est un artiste peintre, sculpteur, entrepreneur et intellectuel allemand.

## Biographie

### Formation
Rechberg descend d'une famille de notables entrepreneurs hessois. Son père Adam Rechberg est industriel du textile et bourgmestre adjoint de Hersfeld. Sa mère est Ida Elise, née Sunkel.
Après son Abitur en 1898 et une année de service militaire au 15e régiment de hussards (de) à Hambourg, il fait son apprentissage de commerce dans l'entreprise familiale, puis dans une école de commerce de Leipzig. Bien qu'actionnaire de l'entreprise familiale, il ne prend pas part à sa gestion qu'il laisse à son frère, Fritz Rechberg (de), qui fait de la maison familiale une entreprise florissante et diversifiée.

### Expositions

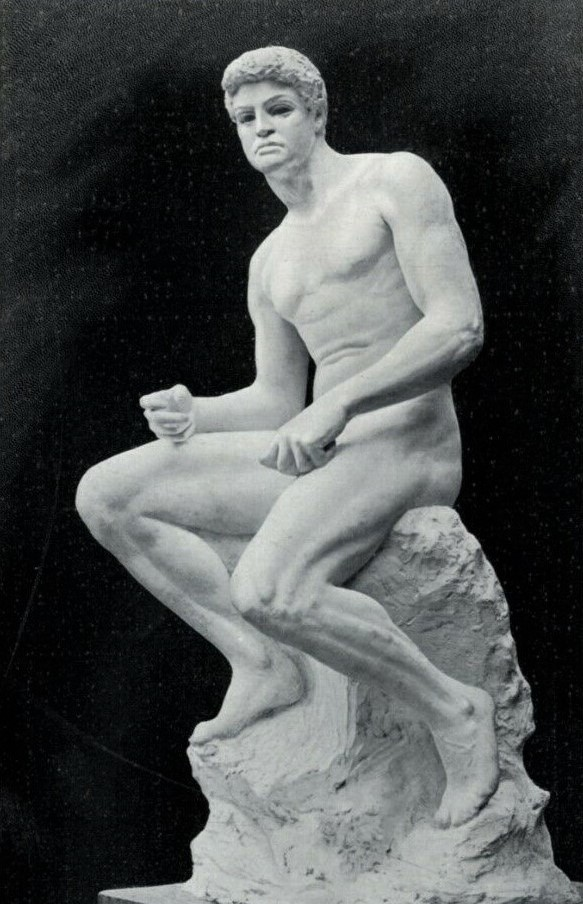
La Résignation (1906), exposition à la Société nationale des beaux-arts.

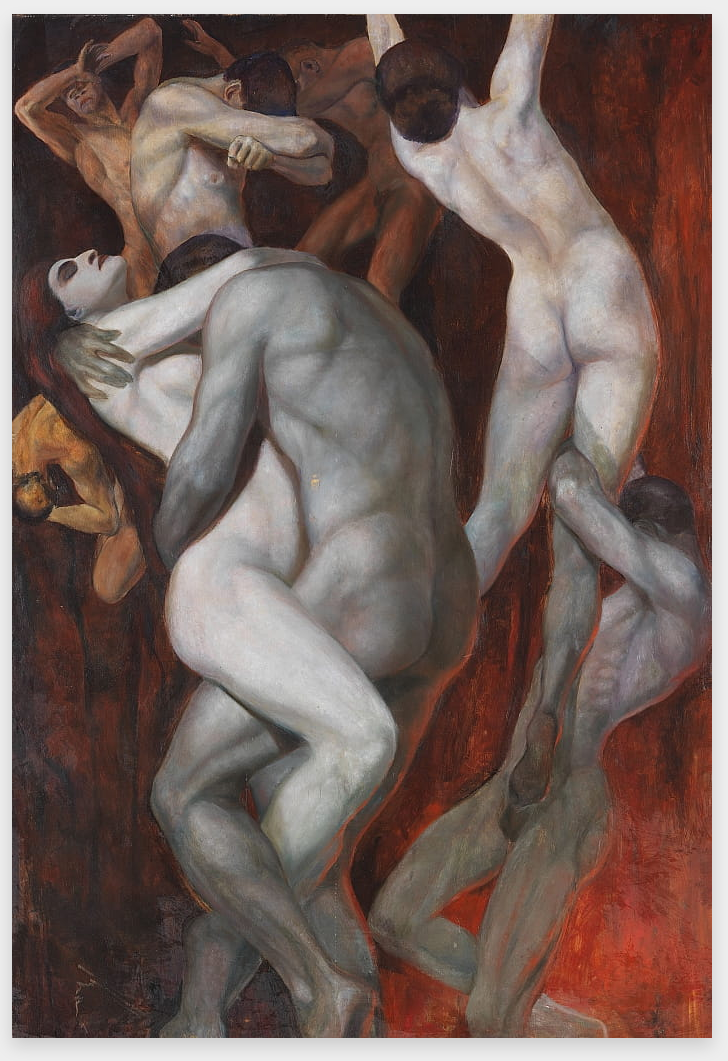
Les Damnés, huile sur toile, 1911, non localisée.

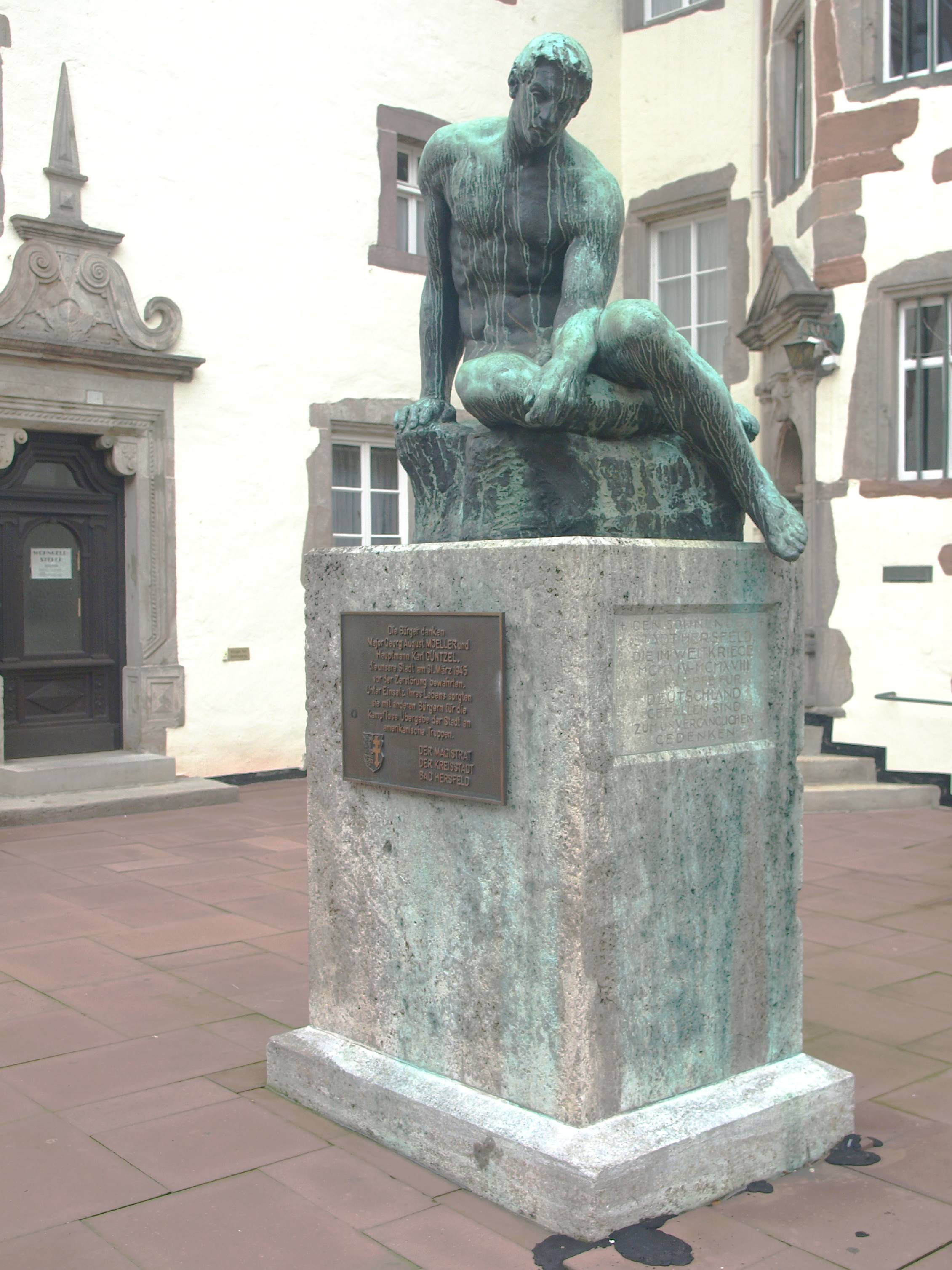
Sculpture en bronze de Rechberg sur la Rathausplatz de Bad Hersfeld.

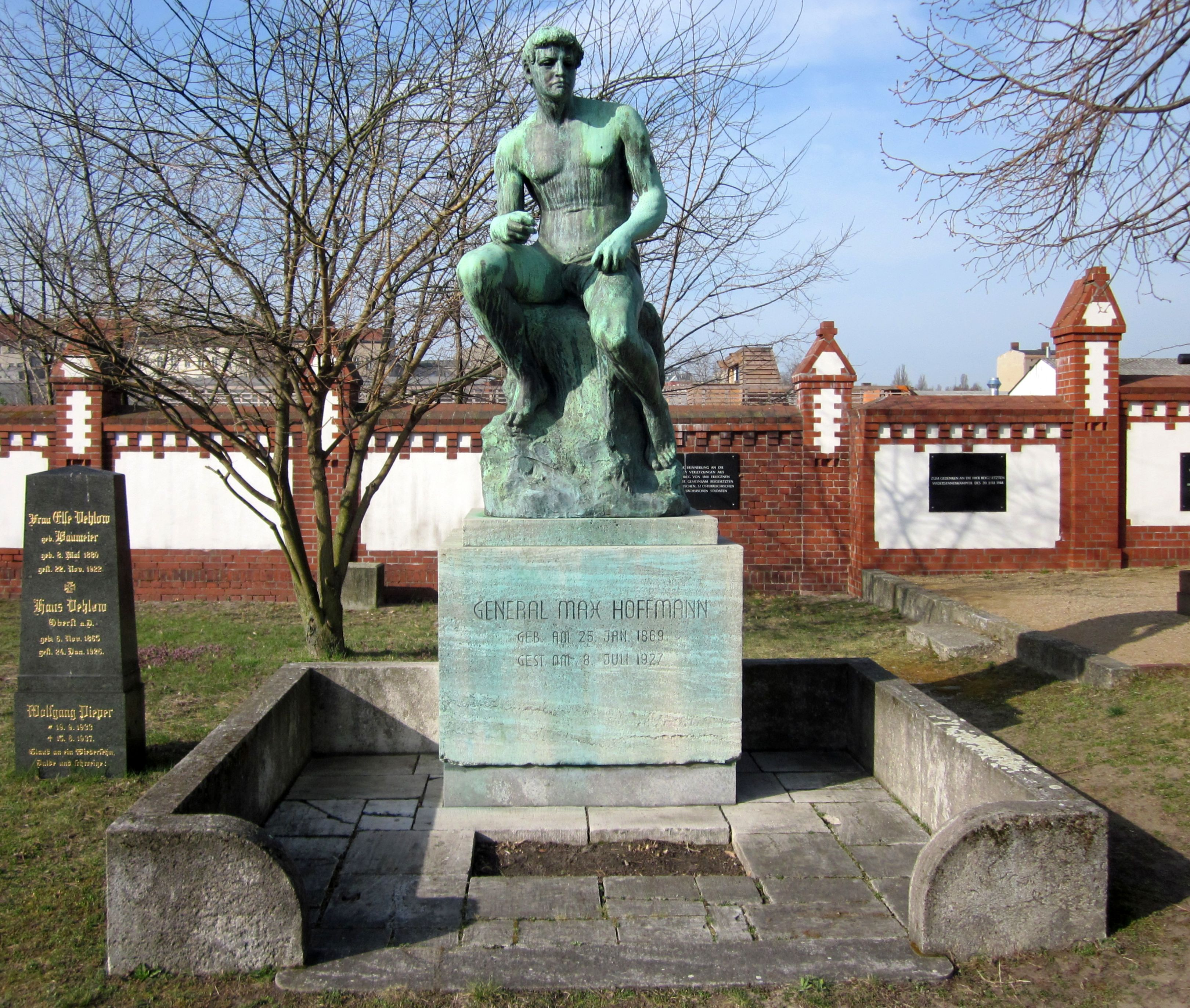
Sépulture du général Hoffmann au cimetière des Invalides.

Bénéficiant donc d'un appui financier, Arnold Rechberg se tourne vers la peinture et surtout la sculpture. Il fréquente à partir de 1904 l'Académie Julian à Paris et son style est influencé par le Jugendstil. Il habite entre Paris et Florence, ville où il tisse des liens avec les artistes locaux et aussi avec des familles de l'aristocratie florentine. L'une de ses œuvres les plus connues est celle d'un homme nu assis datant de 1906 La Résignation. Lorsque son ami, le général major Max Hoffmann, meurt, il met sa version fondue en bronze par Noack sur sa tombe du cimetière des Invalides en 1929. En novembre 1906, il expose à la galerie Georges Petit (Paris), le catalogue de ses œuvres est présenté par Léon Roger-Milès. En 1907, Rechberg devient membre associé de la Société nationale des beaux-arts, honneur qui est rare pour un étranger. Rechberg est un francophile ardent, mais aussi un défenseur du militarisme prussien, étant lui-même officier de réserve de cavalerie.
Cependant, le 13 avril 1912, sa grande toile intitulée Les Damnés est interdite d'exposition au salon de la Société nationale des beaux-arts pour outrage aux bonnes mœurs ; la galerie Barbazanges décide alors de l'exposer durant deux semaines en ses locaux, sur invitation.
Il s'intéresse aussi à la politique étrangère et publie au début du siècle, plaidant pour une entente franco-allemande au détriment de l'Angleterre à l'inverse de ce que préconisait la doctrine allemande de l'époque représentée notamment par le secrétaire des Affaires étrangères, Friedrich von Holstein (qui donna sa démission en 1906), qui souhaitait un rapprochement avec l'Angleterre au détriment de la France. Rechberg considérait l'Angleterre comme le véritable ennemi de l'Allemagne en raison de la concurrence commerciale, fondée sur sa conviction de longue date que seuls les aspects et intérêts économiques étaient décisifs pour les relations entre les peuples.

### Première Guerre mondiale
Pendant la Première Guerre mondiale, Rechberg sert comme officier d'ordonnance à l'état-major de la 5e armée. Initialement soutenu par ses supérieurs, il poursuit son idée de rapprochement franco-allemand et discute de ses projets avec des hommes politiques tels que le secrétaire d'État Gottlieb von Jagow, le Premier ministre bavarois et le chef du Zentrum, le comte von Hertling et le chancelier Bethmann Hollweg. Probablement convaincu à tort que ses actions seraient soutenues par les plus hautes autorités politiques, il commença à sonder les possibilités d'une paix séparée avec la France. Cependant, parce que ses supérieurs militaires mettent en doute l'approbation officielle de sa mission, Rechberg est arrêté à plusieurs reprises. Grâce à l'intervention de diverses personnalités, il est libéré en août 1915, mais doit quitter l'armée, ce qui l'offense profondément. Le chef du service de renseignement militaire prussien de la section IIIb, Walter Nicolai, et d'autres, fabriquent des accusations, afin de l'éliminer.
Quelques autres publicistes, artistes et industriels ont également représenté des idées similaires à celles de Rechberg au cours de la guerre, comme le représentant général des mines de zinc dans les provinces frontalières orientales de Silésie et de Prusse-Occidentale et magnat de la maison Hohenlohe-Oehringen , ou bien le beau-frère de Stresemann, Kurt Kleefeld, qui est apparu comme un fervent partisan des idées de Rechberg. Ludwig Stein (de), qui deviendra pacifiste, tisse des liens pendant la guerre avec des hommes politiques hongrois de premier plan en espérant qu'au milieu de l'année 1916 une paix séparée puisse être conclue avec la France; il partage aussi l'esprit antibritannique de Rechberg et considère que la Belgique pourrait devenir un État satellite de l'Allemagne.
En 1917, Rechberg commence à tenir avec sa sœur restée célibataire un salon à Berlin où l'on discute politique. Il se rapproche des idées de Matthias Erzberger et se détourne de son attitude antibritannique de naguère.
À la fin de la guerre, Rechberg écrit dans des publications conservatrices et libérales, s'opposant ensuite aux réparations de guerre trop importantes exigées par la France. Ses idées ne sont pas suivies et l'historien Gerald Feldman le qualifie d'excentrique à l'esprit malade. En 1919, il organise une rencontre entre le général Hoffmann et le maréchal Foch. En 1922, il soutient le plan Hoffmann pour renverser le bolchévisme en Russie.

### Antibolchévisme

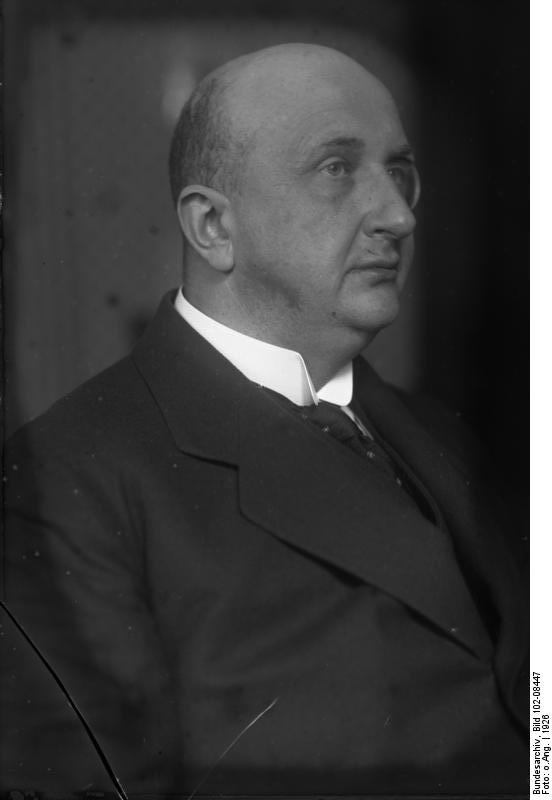
Rechberg en 1926.

Arnold Rechberg réclame des moyens militaires contre le bolchévisme et fait la propagande d'un bloc antibolchévique sous l'influence de l'Allemagne dès 1924. En juin 1929, le Parti communiste d'Allemagne révèle au Reichstag que Rechberg a avancé des propositions d'action contre le bolchévisme auprès de Raymond Poincaré de nature financière, économique et militaire. Mais ses prises de position demeurent lettre morte, la politique étrangère allemande étant depuis le traité de Rapallo (1922) menée par Gustav Stresemann en faveur d'une stabilisation des rapports germano-soviétiques et d'une politique de non-affrontement des puissances victorieuses occidentales.
En revanche, ses demandes d'un rapprochement industrialo-commercial avec la France obtiennent un grand écho. Il s'appuie sur la participation d'entreprises françaises dans des entreprises allemandes. Il prône également une alliance militaire franco-allemande, même s'il est vrai que Hugo Stinnes refusa brusquement de soutenir le projet de Rechberg de lever des capitaux étrangers en octobre 1918. À son avis, cela aurait détruit la dernière source intacte de capital dont disposait l'Allemagne. Plus tard, Stinnes devint plus positif sur ces liens économiques dans le but de combler les différences politiques, mais il a toujours exigé une participation mutuelle au capital.
Rechberg s'est intéressé à la question de l'extraction de la potasse par l'intermédiaire de son frère Fritz, qui est devenu associé et président du conseil d'administration de la Kaliwerke Wintershall et président du conseil de surveillance de la société financière Wintershall Kali-Industrie AG. Elle devient bientôt la seule entreprise allemande de potasse en rachetant l'ensemble de ses concurrents. Cela aboutit à un accord sur la potasse conclu en 1926, ainsi que des coopérations économiques réalisées par Stinnes entre autres, et d'autres branches de l'industrie lourde française et allemande. Les producteurs de potasse des deux pays détiennent alors ensemble le monopole mondial de la potasse.
L'implication de Rechberg dans l'affaire de falsification des tchervonets (1927), dans laquelle son ami Max Hoffmann était impliqué, a été supposée à plusieurs reprises, mais n'a jamais pu être prouvée.
Alors que sociaux-démocrates et les communistes rejetaient et combattaient à la fois la « campagne de propagande que l'industriel allemand de la potasse Arnold Rechberg a développée en faveur d'un rapprochement franco-allemand »  (au sens de thèse du monopole s'il était perçu comme un agitateur d'une alliance supranationale du capital contre la classe ouvrière), ses objectifs coïncidaient en partie avec ceux de Stresemann qui espérait aussi un affaiblissement du système soviétique s'il réussissait: « L'économie de la Russie doit être étroitement liée au système capitaliste des puissances d'Europe occidentale, afin que nous ouvrions la voie à une évolution en Russie. ». Bien que Stresemann ait également eu des entretiens avec ses partenaires occidentaux à cet égard, il a toujours rejeté un positionnement public antisoviétique de l'Allemagne, ce que des antibolchéviques comme Rechberg exigeaient, même après le traité de Locarno (1926).

### Sous le Troisième Reich et après la guerre
Au début de l'époque du national-socialisme, Rechberg se met en retrait et lorsqu'il défend ses idées après les accords de Munich de 1938, il est arrêté par le régime à plusieurs reprises. En 1940, il lui est interdit de s'ingérer davantage dans la politique étrangère. En 1943, il est temporairement emprisonné au camp de concentration de Dachau, puis il est placé en résidence surveillée dans un hôtel de Bad Godesberg, d'où il est libéré par les Alliés en 1945.
Il redevient actif après la guerre, mais ne joue plus aucun rôle. Il déclenche un scandale en affirmant que tous les anciens membres du Reichstag s'étaient laissé corrompre par le cartel de la potasse. Le résultat est une série de procès en diffamation d'anciens députés concernés.